# Lindvalls kaffe
Lindvalls kaffe, grundat 1891, är ett svenskt kafferosteri i Uppsala. 

## Historik
År 1891 öppnade västgöten Eric Lindvall och hans fru Josefina en kolonialvaruhandel med kryddor, te och kaffe i Tierp men flyttade efter en tid till Uppsala. Företaget hade ursprungligen lokala agenturer bland annat för Ramlösa mineralvatten och Shell bensin.
Kaffeverksamheten växte och kolonialrörelsen avyttrades slutligen till AB G.A. Sandström. 
1914 flyttade man in i lokalen vid järnvägen, i korsningen Kungsgatan/Strandbodgatan och hade stickspår till fabriken. Magasinet med rosteri från 1914 i nationalromantisk stil ritades av arkitekt Victor Holmgren. Det tillbygges med kontor 1920 och garage 1934, båda ritade av stadsarkitekten Gunnar Leche. Rosteriet med dess glaslanternin på taket är från 1940 och ritades av Per Bohlin.
1947 började lokalerna bli för små och man byggde nya bredvid de gamla. I samband med att Strandbodgatan byggdes om 2007-2011 kom Uppsala kommun och företaget överens om en flyttning av företaget till en nybyggnad i Boländerna senast 2011 på grund av de sättningsskador som har uppstått och kommer uppstå av den nya Strandbodgatan samt att det nuvarande läget inte medger någon expansion av företaget. En av de äldre delarna, lagerlokalen närmast järnvägen, revs 2009.
Eric Lindvall Uppsala blev ursprunget till det så kallade ELU-kaffet liksom den i reklamen kända Kaffe-Linda. 
Grundaren Eric Lindvall ligger begravd på Uppsala gamla kyrkogård.
Idag[när?] drivs företaget av fjärde generationen, har 20 anställda och är kunglig hovleverantör. 

## Produktion
Förutom sitt eget kaffe tillverkar Lindvalls även kaffe åt olika lågprismärken samt till viss del åt andra rosterier. Med en marknadsandel på 3 procent är företaget ett av de minsta kafferosterierna i Sverige. I Uppsala har man dock en marknadsandel på 30 procent.